# Doraemon (phiên bản Mỹ)
Doraemon: Gadget Cat from the Future là một series phim hoạt hình Mỹ được chuyển thể từ series truyện tranh Doraemon của họa sĩ Fujiko F. Fujio và được cải biên từ phim hoạt hình Doraemon của Nhật Bản. Phim được đạo diễn Zen Soichiro và phát triển bởi Eric P. Sherman. Cốt truyện của phim kể về chú mèo máy Doraemon từ thế kỉ 22 trở về quá khứ giúp đỡ cậu bé Nobita cải thiện cuộc sống. Mỗi tập phim Nobita gặp một số rắc rối xung quanh cuộc sống và Doraemon sẽ lấy các bảo bối ra giúp cậu. Phim được sóng trên kênh Disney XD tại Mỹ từ 7 tháng 7 năm 2014 đến 1 tháng 9 năm 2015 với 52 tập đã lên sóng. Phim cũng được phát sóng tại Nhật Bản trên kênh Disney Channel Japan với phiên bản song ngữ: Tiếng Anh và Tiếng Nhật từ ngày 1 tháng 2 đến 13 tháng 6 năm 2016  Kaiji Tang được đề cử là Nam diễn viên lồng tiếng tiêu biểu của năm tại Behind the Voice Actors Awards (Giải Hậu trường Diễn viên lồng tiếng)

## Sản xuất
Eric Sherman và nhân viên của họ tại Bang Zoom! Entertainment mất hai năm sản xuất. Ngày 9 tháng 5 năm 2014, Nikkei tiết lộ rằng phiên bản tiếng Anh của anime Doraemon sắp lên sóng tại Mỹ. Ngày 12 tháng 5 năm 2014 TV Asahi Corp chính thức thông báo họ sẽ hợp tác với The Walt Disney Company để mang Doraemon đến Mỹ. Do dòng văn hóa Nhật Bản (Á) khác với Mỹ (Âu) nên nhiều chi tiết trong phim buộc phải cải biên cho phù hợp với khán giả nhí Mỹ. Một số chỉnh sửa phổ biến như là tên Nhật chuyển sang Anh, màu sắc chỉnh sáng hơn, dùng thìa thay đũa, lồng tiếng Anh,.... Mùa đầu tiên của series lên sóng từ ngày 7 tháng 7 năm 2014 đến 29 tháng 8 năm 2014. Mùa thứ hai lên sóng từ 15 tháng 6 năm 2015 đến 1 tháng 9 năm 2015 Mỗi mùa gồm 26 tập, mỗi tập gồm hai phần nhỏ với độ dài khoảng 10-12 phút mỗi phần, phát trên Disney XD.
Lồng tiếng
- Brian Beacock - Sneech (Suneo)
- Johnny Yong Bosch - Noby Nobi
- John DeMita - Mr. Simmons
- Mari Devon - Tammy Nobi (Tamako)
- Dorothy Elias-Fahn - Mẹ của Sneech
- Jessica Gee - Mrs. Goda
- Anthony Hansen - Pork Chop (Muku)
- Lex Lang - Bengal Ritchine (trong "The Galactic Grand Prix")[5]
- Wendee Lee - Guiding Angel (trong "Guiding Angel"),
- Mona Marshall - Doraemon
- Max Mittelman - Soby Nobi (Sewashi)
- Cassandra Morris - Sue (Shizuka)
- Minae Noji - Jaiko "Little G" Goda
- Tony Oliver - Toby Nobi
- Derek Stephen Prince - Stan
- Keith Silverstein - Mr. S
- Spike Spencer - Ace Goody (Dekisugi)
- Kaiji Tang - Takeshi "Big G" Goda (Gian)
- Joe J. Thomas - Mr. Saucer
- Kirk Thornton - Mr. Goda
- Cristina Valenzuela - Mini-Doraemon
- Kari Wahlgren - Cosmo (trong "Doraemon and the Space Shooters")
- Dave Wallace - George

## Danh sách tập
| Mùa | Mùa | Tập | Ngày phát sóng gốc tại Mỹ | Ngày phát sóng gốc tại Mỹ |
| Mùa | Mùa | Tập | Ngày bắt đầu              | Ngày kết thúc             |
| --- | --- | --- | ------------------------- | ------------------------- |
|     | 1   | 26  | 7 tháng 7 năm 2014        | 29 tháng 8 năm 2014       |
|     | 2   | 26  | 15 tháng 6 năm 2015       | 1 tháng 9 năm 2015        |

### Mùa 1 (2014)
| STT | Tên tập phim | Đạo diễn                             | Kịch bản                             | Cốt truyện                          | Đạo diễn hoạt họa                                           | Ngày phát sóng tại Mỹ |
| --- | --- | ------------------------------------ | ------------------------------------ | ----------------------------------- | ----------------------------------------------------------- | --------------------- |
| 1 | "Con đường tới vương quốc tương lai / Máy chế tạo" (All the Way from The Future World / The Mecha Maker)            | Zen Soichiro / Osugi Yoshihiro       | Makamoto Yasumi / Koshi Shigeo       | Onogi Hiroshi / Shimizu Higashi     | Shimura Takayumi / Miwa Osamu                               | 7 tháng 7 năm 2014    |
| 2 | "Biến thân, biến thân lại biến thân / Nobita cản tớ lại" (Transformade / Battle of Dueling Nobys!)                  | Koshi Shigeo / Imai Kazuaki          | Koshi Shigeo / Imai Kazuaki          | Fujimoto Nobuyuki / Higashi Shimizu | Kubuzono Makoto / Wogawa Ichirowo                           | 8 tháng 7 năm 2014    |
| Noby đã sử dụng quá liều lượng "Thuốc biến thân" nên khiến cơ thể không thể ngừng biến hình / Noby được ông chú cho 10 đô la Mỹ nhưng không biết nên mua mì ramen hay mô hình đồ chơi vì vậy cậu đã lạm dụng "Cỗ máy thời gian" và kết cục là các Noby đã có một trận hỗn chiến với nhau trong quá khứ | |                                      |                                      |                                     |                                                             |                       |
| 3 | "Bánh mì giúp trí nhớ / Máy câu - dò tìm vật bị mất" (Memory Bread / Lost-And-Found Fishing Pond)                   | Takahashi Wataru / Yakuwa Shinnosuke | Takahashi Wataru / Yakuwa Shinnosuke | Mzuno Munenori                      | Tanaka Kaoro / Maruyama Koichi                              | 9 tháng 7 năm 2014    |
| 4 | "Siêu đạo chích Nobita xuất hiện / Tớ là Honekawa Doraemon" (Noby, The Great Illusionist / My Best Friend Doraemon) | Miyake Kotaro / Koshi Shigeo         | Miyake Kotaro / Koshi Shigeo         | Onogi Hiroshi                       | Shimazu Ikuo / Tanaka Kaoru, Maruyama Koichi                | 10 tháng 7 năm 2014   |
| 5 | "Thẻ bài hạnh phúc đáng sợ / Đầu bếp Jaian" (The Not So Lucky, Lucky Cards! / Big G: Master Chef)                   | / Takahashi Wataru                   | / Imai Kazuaki                       | / Fujimoto Nobuyuki                 | / Wogawa Ichirowo                                           | 11 tháng 7 năm 2014   |
| 6 | "Nữ thần đáy giếng / Câu chuyện về hòn đá thú cưng dễ thương" (The Woodcutter's Pond / My Pet Rock)                 | Sotome Koichiro / Suzuki Takayoshi   | Yakuwa Shinnosuke / Miyake Kotaro    | Fujimoto Nobuyuki / Okabe Yuko      | Wogawa Ichirowo / Shimazu Ikuo                              | 14 tháng 7 năm 2014   |
| 7 | "Hộp ký ức 100 năm của Doraemon" (Doraemon's Time Capsule)                                                          | Koshi Shigeo                         | Koshi Shige                          | Onogi Hiroshi                       | Wogawa Ichirowo, Maruyama Koichi                            | 15 tháng 7 năm 2014   |
| 8 | "Máy biến thành máy móc / Cưỡi mây đi học" (Machine Copy Machine! / My Own Golden Cloud)                            | Nishida Kenichi / Yakuwa Shinnosuke  | Miyake Kotaro / Yakuwa Shinnosuke    | Ono Toshiya / Aicuchi Mio           | Shimura Takayuki / Wogawa Ichirowo                          | 16 tháng 7 năm 2014   |
| 9 | "Cuộc đua máy hút bụi / Nói dối thành thật" (Vacuum Cleaner Super Car / Dad's Day Off)                              | Kusuba Kozo / Miyake Kotaro          | Yakuwa Shinnosuke / Miyake Kotaro    | Fujimoto Nobuyuki / Aiuchi Mio      | Kubozono Makoto / Okaseko Nobuhiro                          | 17 tháng 7 năm 2014   |
| 10 | "Hoán đối cơ thể / Ghế đạo diễn giấc mơ" (Invasion of the Body Swappers! / Livin' the Dream)                        | Ando Toshihiko / Zen Soichiro        | Yoshino Fuki / Fukumoto Kiyoshi      | Shimizu Higashi / Chiba Misuzu      | Shimazu Ikuo / Ichii Ippei                                  | 18 tháng 7 năm 2014   |
| 11 | "Chiến lược thoát điểm 0 của Nobita / Doraemon bị bệnh nặng" (Escape From Score Zero / Go to the Doctor, Doraemon)  | Takahashi Wataru / Suzuki Takayoshi  | Tsukada Shoei / Miyake Kotaro        | Hirokawa Koji / Fujimoto Nobuyuki   | Yoshida Makoto, Kubozono Makoto / Sakurai Konomi            | 21 tháng 7 năm 2014   |
| 12 | (The Skyhorse! / Action Quiz)                                                                                       | Shimura Hiroaki / Shinomi Yasuyuki   | Yakuwa Shinnosuke / Shinomi Yasuyuki | Fujimoto Nobuyuki / Shimizu Higashi | Maruyama Koichi / Ono Shinya                                | 22 tháng 7 năm 2014   |
| 13 | "Nhà Nobita là mê cung khổng lồ / Sinh nhật tồi tệ của Shizuka" (A-maze-ing House / Worst Birthday Ever)            | Kimura Tetsu / Suzuki Takayoshi      | Tsukada Shoei / Obara Yui            | Auichi Mio / Auichi Mio             | Yoshida Makoto / Shimura Takayuki                           | 23 tháng 7 năm 2014   |
| 14 | "Hơi ga phát triển /" (Sequence Spray / The Connection Cap)                                                         | Koshi Shigeo / Shimura Hiroaki       | Koshi Shigeo / Tsukada Shoei         | Shimizu Higashi / Onogi Hiroshi     | Tanaka Kaoru / Tanaka Kaoru                                 | 24 tháng 7 năm 2014   |
| 15 | (Black Hole, White Hole / Surfin' the Dream Channels)                                                               | Ando Toshihiko / Koshi Shigeo        | Ando Toshihiko / Kochi Shigeo        | Okabe Yuko / Onogi Hiroshi          | Tanaka Kaoru / Nakamura Eiichi                              | 28 tháng 7 năm 2014   |
| 16 | (Doraemon, Squared / Dinosaur Alert)                                                                                | Zen Soichiro / Miyake Kotaro         | Yakuwa Shinnosuke / Miyake Kotaro    | Shimizu Higashi / Onogi Hiroshi     | Wogawa Ichirowo / Nishimoto Mayumi                          | 29 tháng 7 năm 2014   |
| 17 | (Instant Delivery Magic! / Genie-less Magic Lamp)                                                                   | Nishada Kenichi / Suzuki Takayoshi   | Nishada Kenichi / Suzuki Takaysohi   | Shimizu Higashi / Onogi Hiroshi     | Shimazu Ikuo                                                | 30 tháng 7 năm 2014   |
| 18 | (Evo-Devo Beam / The Action Planner)                                                                                | Suzuki Takayoshi                     | Watanabe Atsuko / Caroline King      | Onogi Hiroshi / Hayakawa Tadashi    | Shimazu Ikuo                                                | 18 tháng 8 năm 2014   |
| 19 | (Experimental Dream Schemes)                                                                                        | Takahashi Wataru                     | Takahashi Wataru                     | Onogi Hiroshi                       | Yoshida Makoto, Shimura Takayuki                            | 19 tháng 8 năm 2014   |
| 20 | (Noby's Turn at Bat / The House of Forced Fitness)                                                                  | Suzuki Takayoshi /                   | Miyake Kotaro /                      | Aiuchi Mio /                        | Suzuki Maria /                                              | 20 tháng 8 năm 2014   |
| 21 | (Werewolf Cream / Monsters in the House)                                                                            | Zen Soichiro                         | Miyake Kotaro / Koga Kazuomi         | Mizuno Munenori / Higashi Shimizu   | Shimazu Ikuo / Ichii Ippei, Ogata Kenichiro, Kikuchi Koichi | 21 tháng 8 năm 2014   |
| 22 | (King of the Caveman / Moodmaker Orchestra)                                                                         | TBA                                  | TBA                                  | TBA                                 | TBA                                                         | 25 tháng 8 năm 2014   |
| 23 | (Time Kerchief / A Good Deed in a Weary World)                                                                      | TBA                                  | TBA                                  | TBA                                 | TBA                                                         | 26 tháng 8 năm 2014   |
| 24 | (Makin' Tracks / Noby the Robot)                                                                                    | Koshi Shigeo /                       | Koshi Shigeo /                       | Takahashi Natsuko /                 | Nakamura Eiichi /                                           | 27 tháng 8 năm 2014   |
| 25 | "U.F.Yo! / Hôm nay là ngày gì?" (U.F.Yo! / What Day is Today?)                                                      | TBA                                  | TBA                                  | TBA                                 | TBA                                                         | 28 tháng 8 năm 2014   |
| 26 | "Du khách đến từ tương lai" (A Visitor From the Future)                                                             | Suzuki Takayoshi                     | Yamaoka Minoru                       | Fujimoto Nobuyuki                   | Sakurai Konomi                                              | 29 tháng 8 năm 2014   |

### Mùa 2 (2015)
| STT | Tên tập phim                                                          | Đạo diễn                             | Kịch bản                              | Cốt truyện                           | Đạo diễn hoạt hoạ                             | Ngày phát sóng tại Mỹ |
| --- | --------------------------------------------------------------------- | ------------------------------------ | ------------------------------------- | ------------------------------------ | --------------------------------------------- | --------------------- |
| 27  | (Calm Down, Big G / Hello Martians)                                   | Teramoto Yukiyo / Maeda Yasunari     | Teramoto Yukiyo                       | Takahashi Natsuko / Hayakawa Tadashi | Shimazu Ikuo                                  | 15 tháng 6 năm 2015   |
| 28  | (Attaboy, Noby! / Treasure Huntin' Pork Chop)                         | Teramoto Yukiyo / Ando Toshihiko     | Teramoto Yukiyo / Matsumura Juria     | Aiuchi Mio / Tominaga Junichi        | Shimazu Ikuo / Miwa Osamu                     | 16 tháng 6 năm 2015   |
| 29  | (Erase Your Face / Doraemon, Doraemon, Everywhere)                    | Suzuki Takayoshi / Yakuwa Shinnosuke | Yoshino Fuki / Yakuwa Shinnosuke      | Onogi Hiroshi                        | Shimura Takayuki / Yoshida Makoto             | 17 tháng 6 năm 2015   |
| 30  | (Doraemon and the Space Shooters)                                     | Suzuki Takayoshi, Teramoto Yukiyo    | Ando Toshihiko, Tetsuo Yajima         | Aiuchi Mio                           | Shimazu Ikuo, Shimura Takayuki                | 18 tháng 6 năm 2015   |
| 31  | (Guiding Angel / Big G's Pizza of Terror)                             | Nishida Ken'ichi / Murano Yuta       | Obara Yui / Murano Yuta               | Aiuchi Mio                           | Matsumura Mika / Yoshikawa Yayoi              | 19 tháng 6 năm 2015   |
| 32  | (Invasion of the Goat Aliens)                                         | Teramoto Yukiyo                      | Yajima Tetsuo                         | Hirokawa Koji                        | Endo Yoshie                                   | 22 tháng 6 năm 2015   |
| 33  | (Animal Transformation Crackers / Deluxified)                         | Shimura Hiroaki / Obara Yui          | Matsumura Juria / Obara Yui           | Onogi Hiroshi / Shimizu Higashi      | Miwa Osamu / Shimazu Ikuo                     | 23 tháng 6 năm 2015   |
| 34  | (Feeling Crabby / Rock Your World Record)                             | Otaku Mitsuko/ Koshi Shigeo          | Koshi Shigeo                          | Shimizu Higashi / Aiuchi Mio         | Yoshida Makoto / Maruyama Koichi              | 24 tháng 6 năm 2015   |
| 35  | (Noby Goes Off the Rails / The UnNoby)                                | Miyake Kotaro / Nishida Ken'ichi     | Miyake Kotaro / Nishida Ken'ichi      | Chiba Misuzu / Onogi Hiroshi         | Shimura Takayuki / Ozawa Tatsunori            | 29 tháng 6 năm 2015   |
| 36  | (Elementary, My Dear Doraemon / Kernels of Wrath)                     | Nishida Ken'ichi / Ujiie Tomokazu    | Nishida Ken'ichi / Ujiie Tomokazu     | Aiuchi Mio / Shimizu Higashi         | Ozawa Tatsunori / Ono Shinya                  | 30 tháng 6 năm 2015   |
| 37  | (Attack of the Clones / Hole Away From Home)                          | Miyake Kotaro / Nishida Ken'ichi     | Obara Yui / Nishida Ken'ichi          | Aiuchi Mio / Shimizu Higashi         | Shimazu Ikuo / Ozawa Tatsunori                | 1 tháng 7 năm 2015    |
| 38  | (Bug Hero Fix / Snowkid on the Block)                                 | Zen Soichiro / Teramoto Yukiyo       | Takahashi Wataru / Teramoto Yukiyo    | Chiba Misuzu / Onogi Hiroshi         | Tanaka Kaoru                                  | 6 tháng 7 năm 2015    |
| 39  | (Blowback Bobby / When the Last Leaf Falls)                           | Teramoto Yukiyo / Shimura Hiroaki    | Teramoto Yukiyo / Koshi Shigeo        | Hayakawa Tadashi / Shimizu Higashi   | Shimazu Ikuo / Shimura Takayuki               | 7 tháng 7 năm 2015    |
| 40  | (Gorgon's Spell / Snow Melt)                                          | Shimura Hiroaki / Yabana Kaoru       | Koshi Shigeo / Yabana Kaoru           | Shimizu Higashi                      | Tanaka Kaoru / Ono Shinya                     | 8 tháng 7 năm 2015    |
| 41  | (It's the End of the World As We Know It / The Horizon Line)          | Ando Toshihiko / Kimura Tetsu        | Ando Toshihiko / Yajima Tetsuo        | Onogi Hiroshi / Yoguchi Natsue       | Shimura Takayuki / Sakurai Konomi             | 14 tháng 7 năm 2015   |
| 42  | (The Galaxy Grand-Prix)                                               | Takahashi Wataru                     | Takakhashi Wataru                     | Mizuno Munenori                      | Tanaka Kaoru, Miwa Osamu                      | 15 tháng 7 năm 2015   |
| 43  | (See You Go Round / The Puppet Master's Camera)                       | Teramoto Yukiyo / Tamano Hiromi      | Teramoto Yukiyo / Tsukada Shoei       | Shimizu Higashi / Onogi Hiroshi      | Shimazu Ikuo / Tominaga Sadayoshi             | 20 tháng 7 năm 2015   |
| 44  | (Superbaby Panic! / A Hurricane is a Boy's Best Friend)               | Takahashi Wataru / Miyake Kotaro     | Takahashi Wataru / Miyake Kotaro      | Okabe Yuko / Onogi Hiroshi           | Shimura Takayuki, Tanaka Kaoru / Shimazu Ikuo | 13 tháng 8 năm 2015   |
| 45  | (I Saw a Ghost!)                                                      | Miyashita Shimpei                    | Osugi Yoshihiro Animation Director:   | Onogi Hiroshi                        | Osugi Yoshihiro                               | 14 tháng 8 năm 2015   |
| 46  | (G-tastic G to the Rescue! / Noby's Tough to Stomach)                 | Hosoya Akio / Shigino Akira          | Hosoya Akio / Tsukada Shoei           | Minami Toranosuke / Okabe Yuko       | Nakamura Eiichi / Tominaga Sadayoshi          | 19 tháng 8 năm 2015   |
| 47  | (Rub-a-Dub-Dub, See the World from a Tub! / Big Boys Do Cry)          | Shimura Hiroaki / Suzuki Takayoshi   | Shinozaki Yasuyuki / Suzuki Takayoshi | Shimizu Higashi / Onogi Hiroshi      | Ono Shinya / Shimazu Ikuo                     | 20 tháng 8 năm 2015   |
| 48  | (What's on the Robo-Catwalk? / The Greatest Little Town in the World) | Ando Toshihiko / Koshi Shigeo        | Ando Toshihiko / Koshi Shigeo         | Takahashi Natsuko / Aiuchi Mio       | Nakamura Eiichi / Ono Shinya                  | 25 tháng 8 năm 2015   |
| 49  | (Noby's Home is His Castle)                                           | Watanabe Ayumu                       | Sato Masato                           | Watanabe Ayumu                       | Tanaka Kaoru, Kubozono Makoto                 | 27 tháng 8 năm 2015   |
| 50  | (A Little Adventure)                                                  | Kimura Tetsu, Koshi Shigeo           | Tsukada Shoei, Hata Yoshito           | Fujimoto Nobuyuki                    | Shimura Takayuki                              | 28 tháng 8 năm 2015   |
| 51  | (Noby! Noby! He's Our Man / Gone with the Sneeze)                     | TBA                                  | Ando Toshihiko / Nishida Ken'ichi     | Okabe Yuko / Aiuchi Mio              | Shimura Takayuki / Ozawa Tatsunori            | 29 tháng 8 năm 2015   |
| 52  | (Let Cat's Cradle Rule the World / Big G's Big Show)                  | Watanabe Ayumu / Imai Kazuaki        | Imai Kazuaki                          | Watanabe Ayumu / Aiuchi Mio          | Maruyama Koichi / Miwa Osamu                  | 1 tháng 9 năm 2015    |